# Josephine Tomic
Josephine „Josie“ Tomic (* 9. Juni 1989 in Perth) ist eine ehemalige australische Radrennfahrerin, die auf Straße und Bahn aktiv war.

## Sportliche Laufbahn
Josephine Tomic, eine Australierin kroatischer Herkunft, begann mit dem Leistungs-Radsport im Alter von 14 Jahren. Schon ein Jahr später repräsentierte sie ihr Land bei den Ozeanienspielen 2004. Bis 2008 errang sie zahlreiche Siege sowie Podiumsplätze in ihren Alterskategorien. 2007 wurde sie dreifache Junioren-Weltmeisterin, in der Einerverfolgung und im Punktefahren auf der Bahn sowie im Einzelzeitfahren auf der Straße. 2008 wurde Tomic zweifache australische Meisterin, in der Einer- sowie der Mannschaftsverfolgung und hatte erste Starts bei Weltcups.
2009 errang Josephine Tomic in Pruszków den Titel der Weltmeisterin im Omnium, einer Mehrkampf-Disziplin, die bei dieser WM erstmals für die Frauen ausgetragen wurde. In der Mannschaftsverfolgung landete sie mit dem australischen Team Platz drei. Bei den Bahn-Weltmeisterschaften im Jahr darauf gewann sie gemeinsam mit Ashlee Ankudinoff und Sarah Kent in der Mannschaftsverfolgung ihren zweiten WM-Titel. 2012 wurde das australische Team mit Tomic, Melissa Hoskins und Annette Edmondson Vize-Weltmeister. Die drei Sportlerinnen starteten auch gemeinsam bei den Olympischen Spielen in London, verpassten aber das Podium und wurden Vierte. Anschließend beendete Josie Tomic ihre Radsportlaufbahn.
Tomic war verheiratet mit dem ehemaligen australischen Radsportler Jack Bobridge.

## Erfolge

### Bahn
2007
- Junioren-Weltmeisterin – Einerverfolgung, Punktefahren
- Australische Junioren-Meisterin – Einerverfolgung, Punktefahren

2008
- Australische Meisterin – Einerverfolgung, Mannschaftsverfolgung (mit Melissa Hoskins und Sarah Kent)

2009
- Weltmeisterin – Omnium
- Weltmeisterschaft – Mannschaftsverfolgung (mit Ashlee Ankudinoff und Sarah Kent)
- Australische Meisterin – Einerverfolgung, Omnium, Mannschaftsverfolgung (mit Melissa Hoskins und Sarah Kent)

2010
- Weltmeisterin – Mannschaftsverfolgung (mit Ashlee Ankudinoff und Sarah Kent)
- Bahnrad-Weltcup in Peking – Mannschaftsverfolgung (mit Ashlee Ankudinoff und Sarah Kent)
- Bahnrad-Weltcup in Melbourne – Mannschaftsverfolgung (mit Kate Bates und Sarah Kent)
- Australische Meisterin – Mannschaftsverfolgung (mit Sarah Kent und Melissa Hoskins)

2011
- Australische Meisterin – Einerverfolgung, Punktefahren, Mannschaftsverfolgung (mit Isabella King und Melissa Hoskins)

2012
- Weltmeisterschaft – Mannschaftsverfolgung (mit Melissa Hoskins und Annette Edmondson)
- Australische Meisterin – Mannschaftsverfolgung (mit Sarah Kent und Melissa Hoskins)

### Straße
2007
- Junioren-Weltmeisterin – Einzelzeitfahren

2009
- Australische Meisterin (U23) – Einzelzeitfahren

2010
- Australische Meisterin (U23) – Einzelzeitfahren